# (27983) Bernardi
(27983) Bernardi est un astéroïde de la ceinture principale.

## Description
(27983) Bernardi est un astéroïde de la ceinture principale. Il fut découvert le 26 octobre 1997 à Cima Ekar par Andrea Boattini et Maura Tombelli. Il présente une orbite caractérisée par un demi-grand axe de 2,59 UA, une excentricité de 0,15 et une inclinaison de 3,4° par rapport à l'écliptique.

## Compléments